# Lijst van oorlogsmonumenten op Terschelling
De Nederlandse gemeente Terschelling heeft 2 oorlogsmonumenten. Hieronder een overzicht. 
| Nr.  | Object                                | Herdachte groep        | Ontwerper                                   | Onthulling | Type               | Locatie                           | Plaats            | Coördinaten                   | Foto                                  |
| ---- | ------------------------------------- | ---------------------- | ------------------------------------------- | ---------- | ------------------ | --------------------------------- | ----------------- | ----------------------------- | ------------------------------------- |
| 156  | Monument op de Algemene begraafplaats | allen                  | Willem Valk                                 |            | overig             |                                   | West-Terschelling | 53° 21' 30" NB, 5° 12' 58" OL | Monument op de Algemene begraafplaats |
| 2746 | Geallieerde oorlogsgraven             | geallieerde militairen | Sir Reginald Blomfield (ontwerp Offerkruis) |            | begraafplaats/graf | Longway 23, 8881 CM               | West-Terschelling | 53° 21' 58" NB, 5° 12' 57" OL |                                       |
|      | Stolpersteine                         | vervolgden Nederland   | Gunter Demnig                               |            | reliëf             | Zie Stolpersteine op Terschelling | West-Terschelling | 53° 21' 37" NB, 5° 12' 53" OL |                                       |

Achtkarspelen ·
Ameland ·
Dantumadeel ·
De Friese Meren ·
Harlingen ·
Heerenveen ·
Leeuwarden ·
Noardeast-Fryslân ·
Ooststellingwerf ·
Opsterland ·
Schiermonnikoog ·
Smallingerland ·
Súdwest-Fryslân ·
Terschelling ·
Tietjerksteradeel ·
Vlieland ·
Waadhoeke ·
Weststellingwerf